# Angelika Kühhorn
Angelika Kühhorn (* 8. Juli 1986 in Bayreuth) ist eine ehemalige deutsche Skispringerin.

## Werdegang
Kühhorn, die für den SC Bischofsgrün startete, wurde bei den Deutschen Meisterschaften 2001 Zweite und gewann damit Silber hinter Ann-Kathrin Reger. Ihr internationales Debüt gab sie im Januar 2003 bei FIS-Springen in Villach. Bereits in den ersten beiden Springen zeigte sie dabei als 11. und 12. gute Leistungen. Auch beim Junioren-Springen in Planica kurze Zeit später überzeugte sie als Fünfte. Kurz darauf wurde sie bei den Deutschen Meisterschaften im Skispringen der Damen 2003 in Pöhla Dritte und gewann Bronze hinter Ulrike Gräßler und Kristin Schmidt.
Beim FIS-Ladies-Grand-Prix 2003 startete Kühhorn in Saalfelden am Steinernen Meer, in Baiersbronn und in Schönwald im Schwarzwald und erreichte in allen drei Springen die Punkteränge. Beste Platzierung war ein 20. Platz in Baiersbronn. Auch im Sommer 2003 überzeugte sie mit den Plätzen 10 in Bischofshofen und 13 in Meinerzhagen.
Beim FIS-Ladies-Grand-Prix 2004 konnte Kühhorn erneut steigende Leistungen zeigen. Obwohl sie im Sommer 2004 nicht an das Vorjahr anknüpfen konnte, gehörte die mittlerweile 18-Jährige zum deutschen Kader für den neu geschaffenen Skisprung-Continental-Cup der Damen ab der Saison 2004/05. Obwohl ihr dabei in den vier Springen, bei denen sie antrat, Punktegewinne gelangen und sie mit insgesamt 11 Punkten am Ende Rang 47 der Gesamtwertung erreichte, beendete Kühhorn nach der Saison ihre aktive Skisprungkarriere, da sie für die folgende Saison aufgrund der großen Leistungsdichte im deutschen Kader mit seinen Top-Springerinnen Juliane Seyfarth, Jenna Mohr und Melanie Faißt keine Chance sah, sich auf Dauer in der Weltspitze zu platzieren.
Nach dem Ende ihrer Karriere absolvierte Kühhorn eine Ausbildung zur Hotelfachfrau im Parkhotel Frank in Oberstdorf.
Die Folge „Wie wird man Skispringer“ der Fernsehserie Willi wills wissen begleitete Angelika Kühhorn 2002 als 15-Jährige im Training und im Internat in Oberstdorf. Ebenso war sie Teil der Kika-Doku „Die Überflieger – Jugendliche Skispringer“.

## Erfolge

### Continental-Cup-Platzierungen
| Saison  | Platz | Punkte |
| ------- | ----- | ------ |
| 2004/05 | 47.   | 11     |